# Mustassaari (ö i Kuhmois, Harjunsalmi)
Mustassaari är en halvö i Finland. Den ligger i sjön Iso Pihlajajärvi och i kommunen Kuhmois i den ekonomiska regionen  Jämsä  och landskapet Mellersta Finland, i den södra delen av landet, 170 km norr om huvudstaden Helsingfors.